# المواقف السياسية لمارين لوبان

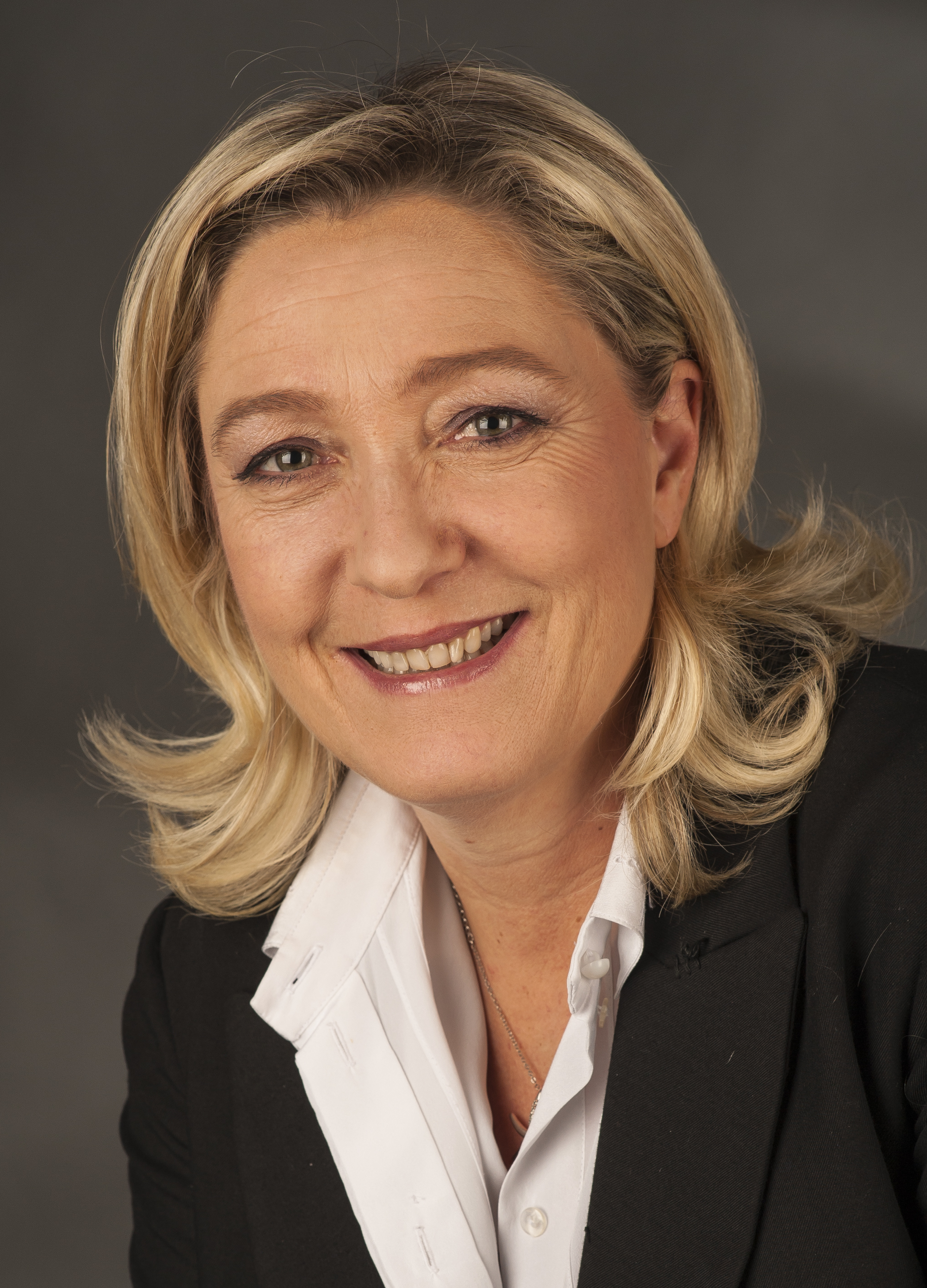

مارين لوبان سياسية فرنسية، ورئيسة حزب التجمع الوطني. خلال حياتها السياسية، أعربت عن مواقفها بشأن مجموعة واسعة من القضايا السياسية كالاقتصاد والهجرة والقضايا الاجتماعية والسياسة الخارجية. وذكرت أنها تركز حملتها على البرنامج الاقتصادي والاجتماعي لحزب الجبهة الوطنية، نظرًا لأن سياسات الهجرة التي يتبعها الحزب باتت معروفة بشكل أفضل للناخبين.
وُصفت بأنها أكثر ديمقراطية وجمهوريّة من والدها القومي جان ماري لوبان، القائد السابق لحزب الجبهة الوطنية، إذ حاولت تحسين صورة الحزب بإعادة صياغة المواقف السياسية، وطرد الأعضاء المتهمين بالعنصرية أو معاداة السامية أو التواطؤ مع العدو، ومن ضمنهم والدها. ساهمت مارين لوبان أيضًا في تخفيف حدة بعض مواقف الحزب السياسية، إذ دافعت عن الاتحاد المدني للأزواج من نفس الجنس بدلًا من معارضة حزبها سابقًا للاعتراف القانوني بالشراكات من نفس الجنس، وقبلت الإجهاض غير المشروط وسحبت عقوبة الإعدام من منصتها.
فيما يتعلق بالسياسة الاقتصادية، تفضّل لوبان الحمائية كبديل للتجارة الحرة. وتدعم القومية الاقتصادية وفصل الاستثمار عن عمليات مصارف التجزئة، وتنويع مصادر الطاقة، وتعارض خصخصة الخدمات العامة والضمان الاجتماعي، والمضاربة في الأسواق الدولية للسلع الأساسية، والسياسة الزراعية المشتركة.
تعارض لوبان العولمة التي تجدها السبب في التوجهات الاقتصادية السلبية، وتعارض الاتحاد الأوروبي فوق الوطني والفدرالية، وتفضل بدلًا منهما «أوروبا الأمم» المتحالفة بشكل فضفاض. ودعت فرنسا إلى مغادرة منطقة اليورو، ومع ذلك، ورد في مايو 2019 أنها لم تعد ترغب في أن تترك فرنسا عملة اليورو. ودعت إلى استفتاء على مغادرة فرنسا الاتحاد الأوروبي. كانت معارِضةً صريحةً لمعاهدة لشبونة، وتعارض انضمام تركيا وأوكرانيا إلى الاتحاد الأوروبي. تعهّدت لوبان بإخراج فرنسا من الناتو ومنطقة نفوذ الولايات المتحدة. وتقترح استبدال منظمة التجارة العالمية، وإلغاء صندوق النقد الدولي.
تزعم لوبان وحزب الجبهة الوطنية أن التنوع الثقافي باء بالفشل، وتطالب بـ «نزع أسلمة» المجتمع الفرنسي. تدعو لوبان إلى وقف الهجرة القانونية، وسوف تلغي القوانين التي تسمح للمهاجرين غير الشرعيين بأن يصبحوا مقيمين قانونيين، وتطالب بخفض الإعانات المقدمة للمهاجرين لإحباط دوافع المهاجرين الجدد. بعد بداية الربيع العربي وأزمة المهاجرين إلى أوروبا، دعت لوبان فرنسا إلى الانسحاب من منطقة شنغن وإعادة ضبط الحدود.
فيما يتعلق بالسياسة الخارجية، تدعم لوبان إقامة شراكة متميزة مع روسيا، وتصرح بأن الولايات المتحدة «أخضعت» أوكرانيا. وهي ناقدة لاذعة لسياسة الناتو في المنطقة، والمشاعر المعادية لروسيا في أوروبا الشرقية، والتهديدات بفرض عقوبات اقتصادية.

## الاقتصاد والصناعة

### البرنامج الاقتصادي
تعارض لوبان التجارة الحرة والاكتفاء الذاتي، وتدافع عن الحمائية كحلٍّ وسط. تشبّه الاقتصاد بنهر هائج، لتقول إن التجارة الحرة مثل السماح للسيل بالتدفق دون رادع والاكتفاء الذاتي كتشييد السد، في حين إن الحمائية مثل بناء بوابة للسد.
في عام 2010، انتقدت بشدة خطة المعاشات التقاعدية التي اقترحتها حكومة نيكولا ساركوزي.
أثنت على الاقتصاديّ الفرنسي موريس آلياس الذي توفي في 9 أكتوبر 2010. أعرب آلياس، الحائز على جائزة نوبل في الاقتصاد (1988)، عن تحفظات بشأن معاهدة ماستريخت لعام 1992، والعملة الأوروبية الموحّدة، والتجارة الحرة والعولمة، والدستور الأوروبي لعام 2004.
تفضّل لوبان إلغاء قانون بومبيدو-جيسكار لعام 1973، الذي يجعل اقتراض فرنسا بمعدل فائدة منخفض أو معدوم من بنك فرنسا غير قانوني ويجبر البلاد على الاقتراض بمعدل أعلى في الأسواق المالية الدولية. هذا القانون -من وجهة نظرها- هو سبب نمو الدَّين الوطني. ادعت أنه في عام 2010 دفعت فرنسا 1.355 تريليون يورو من الفوائد المستحقة على القروض في حين كان الدَّين الوطني يمثل نحو 1.650 تريليون يورو.
أعربت عن دعمها للمرافق العامة الفرنسية، وموظفي الخدمة المدنية، والقطاع العام بشكل عام. وهي تعارض الخصخصة المخطَّطة لمكتب البريد الفرنسي (بالفرنسية: لا بوست)، قائلة إن هذه الخطوة «ستؤدي إلى إغلاق مكاتب البريد في المناطق الريفية حيث يكون تخلي الدولة عن المؤسسات مرتفعًا مسبقًا». في أكتوبر 2009، ادعت اختفاء ثلاثة مكاتب بريد يوميًا في فرنسا منذ 1 يناير 2009. وقالت إن التحرير الاقتصادي للمرافق العامة الفرنسية صدّق عليه رئيس الوزراء السابق ليونيل جوسبان خلال قمة برشلونة يومي 15 و 16 مارس 2002. وصرّحت أيضًا أن حكومة الاتحاد من أجل حركة شعبية خططت «للخصخصة التدريجية لنظام الضمان الاجتماعي الفرنسي من عام 2011» التي تفرضها الأسواق المالية.
خلال مؤتمر صحفي في يونيو 2011، دعت لوبان إلى إعادة طرح ميثاق هافانا وإنشاء «منظمة التجارة الدولية» لتحل محل منظمة التجارة العالمية من أجل إصلاح التبادلات التجارية العالمية. كان ميثاق هافانا اتفاقًا تجاريًا من شأنه أن ينشئ عملة دولية تعرف باسم بانكور، إذ وقّعت 53 دولة عليه ورفضته الولايات المتحدة في عام 1951. وادعت أن «مقترحات ميثاق هافانا تتناسب تمامًا مع فلسفتها الاقتصادية» وأن «مقالها الأول يوفق بين التجارة الدولية والتوظيف».
خلال خطابها في نادي الصحافة الوطني في واشنطن العاصمة في نوفمبر 2011، اقترحت «ثلاثة حلول أساسية لإيقاف أزمة النظام العالمي الحالية وتوجيه العالم نحو عدالة أشمل وازدهار أكبر»، وهي: إعادة إدخال «معيار متعدد المعادن» في الأنظمة النقدية الدولية كمعيار عالمي للمرجعية والتبادلات من أجل إنشاء «نظام نقدي حر» ومكافحة المضاربة؛ وتصديق الدول الموقِّعة عام 1948 والدول الأخرى على ميثاق هافانا المحدَّث دعمًا «للحمائية المعتدلة التي تشجع التعاون بين الدول في التجارة عبر إنهاء التجارة الحرة غير المحدودة»؛ وتطبيق قانون جلاس ستيجال لعام 1933، الذي فصل قانونيًا بين البنوك الاستثمارية والبنوك التجارية، إلى «النظام المصرفي لكل دولة». من وجهة نظرها، ستساعد هذه الحلول على نمو فرص العمل عالميًا وذلك بفضل إدراج «العمالة الكاملة» كأحد الأهداف الرئيسية لميثاق هافانا، ونمو الصناعة بفضل التصريح بمساعدة الدولة في المادة 13 من الميثاق.
في أكتوبر 2011، دعت إلى إصلاح القطاع المصرفي إصلاحًا جذريًا، وذلك بفصل بنوك الإيداع عن البنوك التجارية بموجب القانون. وقالت إنه «يجب إنقاذ بنوك الإيداع عن طريق التأميم المؤقت والجزئي». ورأت أن «قائمة الميزانية العمومية للبنوك يجب أن تكون الهدف من عملية الشفافية».
في أكتوبر 2011، اقترحت لوبان سبعة تدابير لتوفير 30 مليار يورو سنويًا، من أجل الحفاظ على التصنيف الائتماني AAA لفرنسا. جاءت أكبر المدخرات من إيقاف مدفوعات الرعاية الاجتماعية الاحتيالية وإغلاق الثغرات الضريبية (معًا 18.5 مليار يورو)، وخفض الإنفاق المحلي (4 مليار يورو)، وإيقاف المدفوعات إلى الاتحاد الأوروبي (7 مليار يورو).
انتقدت الرئيسة السابقة لحركة الشركات في فرنسا (ميديف)، لورانس باريزو، برنامج حزب الجبهة الوطنية الاقتصادي والاجتماعي في كثير من الأحيان. ردّت لوبان بأن «حزب الجبهة الوطنية ليس صديقًا لمؤشر كاك 40 وهو يحارب الانحدار الاجتماعي الذي أحدثته ميديف ولحق بالشعب الفرنسي على يد حلفاء الاتحاد من أجل حركة شعبية والحزب الاشتراكي». بعد الانتقادات التي وجهتها باريزو، صرّحت لوبان أن المشروع الاقتصادي لحزب الجبهة الوطنية الذي يستند إلى «بناء دولة إستراتيجية وحمائية قوية، وفرض حماية معتدلة على الحدود، ودعم الشركات الصغيرة والمتوسطة، واستعادة السيادة النقدية، قادرٌ على ضمان انتعاش فرنسا». ووصفت باريزو بأنها «تناقض مشروعها الديمقراطي والجمهوري، فهو مشروع أمل يعيد الإنسان والأمة إلى صميم السياسة». بعد أن نشرت باريزو كتابًا ينتقد السياسات الاقتصادية لحزب الجبهة الوطنية، اقترحت لوبان إجراء «نقاش مباشر وعلني» معها.